# Zona Metropolitană Springfield
Zona metropolitană Springfield, Missouri, așa cum este definită de United States Census Bureau, este o zonă formată din cinci județe din sud-vestul Missouri, ancorată de orașul Springfield, al treilea oraș ca mărime al statului. Alte centre de populație primare din zona metropolitană includ Nixa, Ozark, Republica , Marshfield, Bolivar și Willard. În prezent, limitele orașului Springfield ating limitele orașului Ozark la granita judetului Christian aproximativ autostrada US 65, limitele orașului Republica aproximativ Autostrada 60 (James River Freeway) pe partea de sud-vest ale orașului și limitele orașului Strafford pe șoseaua Route 744 în partea de nord-est a orașului.
La recensământul din 2020, MSA (Zona statistică metropolitană) avea o populație de 475.432 de locuitori și era zona metropolitană cu cea mai rapidă creștere din statul Missouri Zona găzduiește mai multe centre de învățământ superior, inclusiv Missouri State University, Drury University și Southwest Baptist University. Regiunea Springfield servește drept sediu pentru diverse companii și organizații, inclusiv Bass Pro Shops, BKD, LLP, O'Reilly Auto Parts, Jack Henry & Associates, Andy's Frozen Custard și CoxHealth și servește, de asemenea, ca o locație importantă pentru JPMorgan Chase, Expedia și American Airlines. Din 2019, metroul Springfield a avut un PIB de 20,8 miliarde USD, al treilea ca mărime din Missouri.

## Comitate sau județe
| jud              | Recensământul 2020 | Recensământul din 2010 | Schimbare |
| ---------------- | ------------------ | ---------------------- | --------- |
| Greene County    | 298.915            | 275.174                | +8,63%    |
| Christian County | 88.842             | 77.422                 | +14,75%   |
| Webster County   | 39.085             | 36.202                 | +7,96%    |
| Comitatul Polk   | 31.519             | 31.137                 | +1,23%    |
| Comitatul Dallas | 17.071             | 16.777                 | +1,75%    |
| Total            | 475.432            | 436.712                | +8,87%    |

## Comunități

### Orașe principale
- Springfield Pop: 169.176

### Orașe cu 5.000 până la 20.000 de locuitori
- Nixa Pop: 23.257
- Ozark Pop: 21.284
- Republica Pop: 18.750
- Bolivar Pop: 10.679
- Marshfield Pop: 7.458
- Willard Pop: 6.344
- Battlefield Pop: 5.990

### Orașe cu 1,000 până la 5,000 locuitori
| - Hollister Pop: 4.499 - Rogersville Pop: 3.374 - Buffalo Pop: 3.040 - Clever populație: 2.517 - Forsyth Pop: 2.431 - Strafford Pop: 2.361 - Kimberling City Pop: 2.313 - Seymour Pop: 1.967 - Sparta Pop: 1.792 - Merriam Woods Pop: 1.742 - Ash Grove Pop: 1.466 - Fair Grove Pop: 1.459 - Crane Pop: 1.410 - Shell Knob (parțial; loc desemnat de recensământ) Pop: 1.379 - Kissee Mills (loc desemnat de recensământ) Pop: 1.109 - Billings Pop: 1.083 - Humansville Pop: 1.036 |

### Localități cu 500 până la 1000 de locuitori
- Highlandville Pop: 915
- Reeds Spring Pop: 886
- Rockaway Beach Pop: 857
- Fremont Hills Pop: 847
- Fordland Pop: 801
- Walnut Grove Pop: 723
- Pleasant Hope Pop: 614
- Bull Creek Pop: 590
- Indian Point Pop: 520

## Media

### Presa scrisă
Principalul ziar din zonă este Springfield News-Leader. Zona este deservită și de Springfield Business Journal și de revista 417, precum și de revistele sale de specialitate, inclusiv 417 Biz.
Zonele înconjurătoare sunt deservite și de propriile ziare, comunitățile Christian County sunt deservite de Headliner News, Marshfield de The Marshfield Mail, și Bolivar de către Herald Free-Press.

### Televiziuni
Posturile de televiziune din zona de metrou Springfield includ:
- KYTV channel 3, NBC
- KRBK channel 5, Fox
- KOLR channel 10, CBS
- KYCW channel 15, The CW
- KOZK channel 21, PBS
- KOZL channel 27, MyNetworkTV
- KSPR channel 33, ABC

## Educație

### Preuniversitară

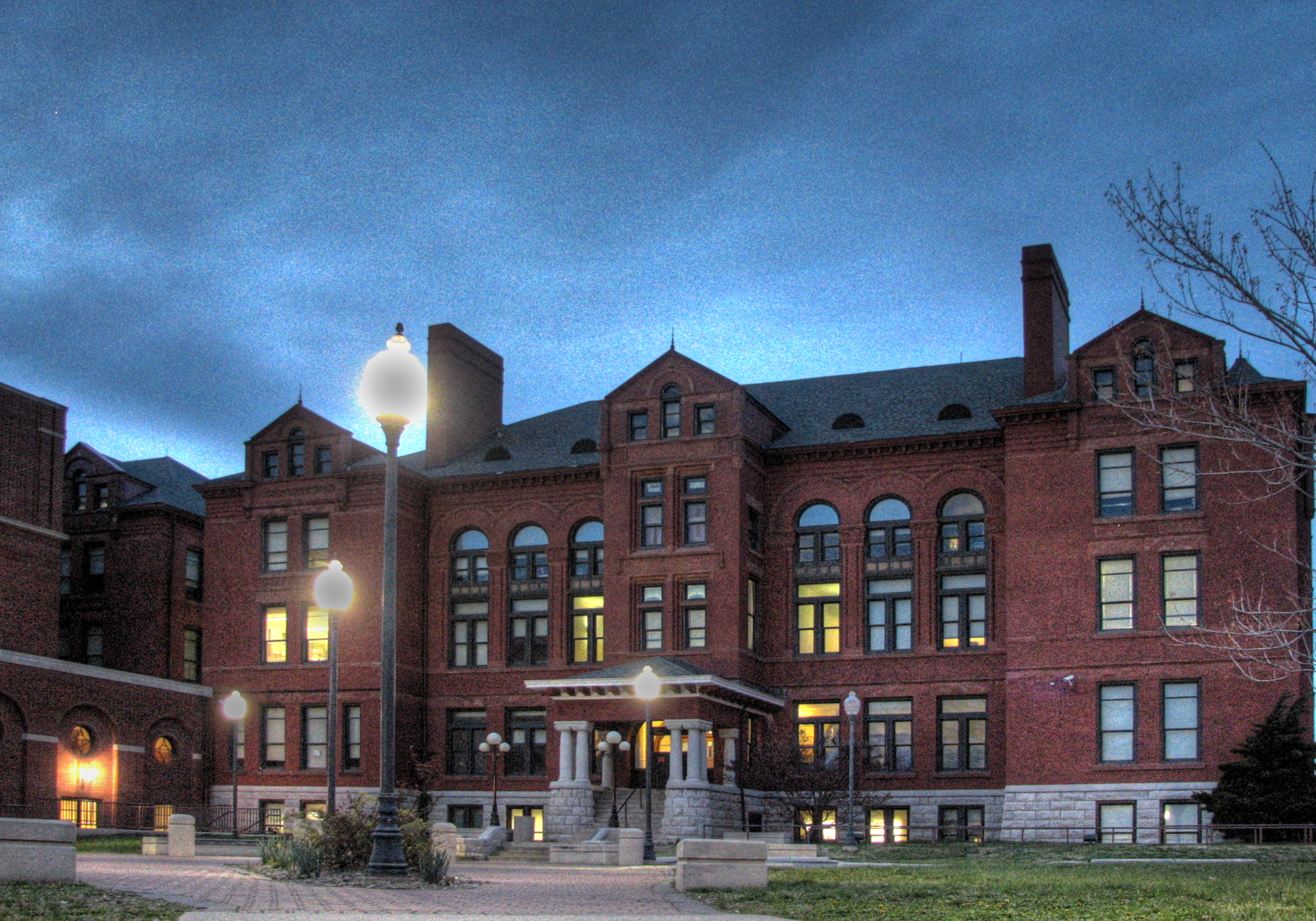
Liceul Central din Springfield

Springfield Public Schools este cel mai mare district școlar complet acreditat din statul Missouri, cu aproape 25.000 de elevi și o rată de absolvire de aproximativ 88%. Nixa Școlile publice, situate chiar la sud de Springfield, este un district în creștere cu 6.000 de studenți, care se situează frecvent peste media națională în scorurile ACT și a câștigat în ultimii zece ani cel mai mare stat recunoaștere pentru realizările academice acordate în Missouri. Alte districte în creștere din zonă sunt situate în orașele Ozark, Republica, Strafford , și Marshfield. Școlile private din zonă includ Greenwood Laboratory School din Springfield, situată în campusul Missouri State și Summit Preparatory School, situată lângă James River Freeway în Chesterfield Village .

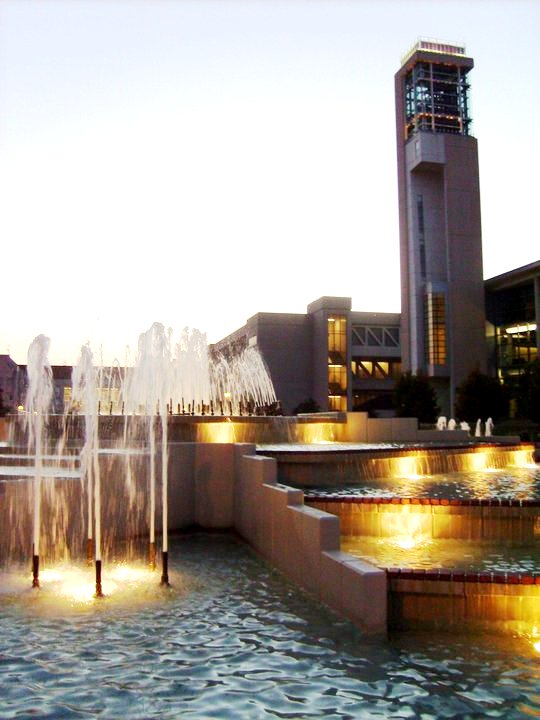
Biblioteca Meyer de la Missouri State University Campus

Există, de asemenea, câteva școli religioase private în zonă, inclusiv Springfield Catholic și Springfield Lutheran.

### Universitară
Missouri State University din Springfield este a doua cea mai mare universitate din stat, cu aproximativ 23.697 în 2019. Alte universități din Springfield includ Drury University, un colegiu privat de arte liberale cu peste 1.000 de studenți și OTC cu aproximativ 11.000 de studenți, unde studenții pot obține un certificat de un an sau o diplomă de asociat de doi ani.

## Transport

### Autostrăzile principale
- I-44 – Est până la St. Louis și la vest până la Tulsa
- US 60 – la est până la Louisville și la vest până la Monett
- US 65 – la sud până la Little Rock și la nord până la Des Moines
- US 160 – Vest până la Wichita
- MO 13 – la nord spre Kansas City
- MO 14 – Între Nixa și Ozark
- MO 125 – Între Strafford și Rogersville

### Aeroporturi

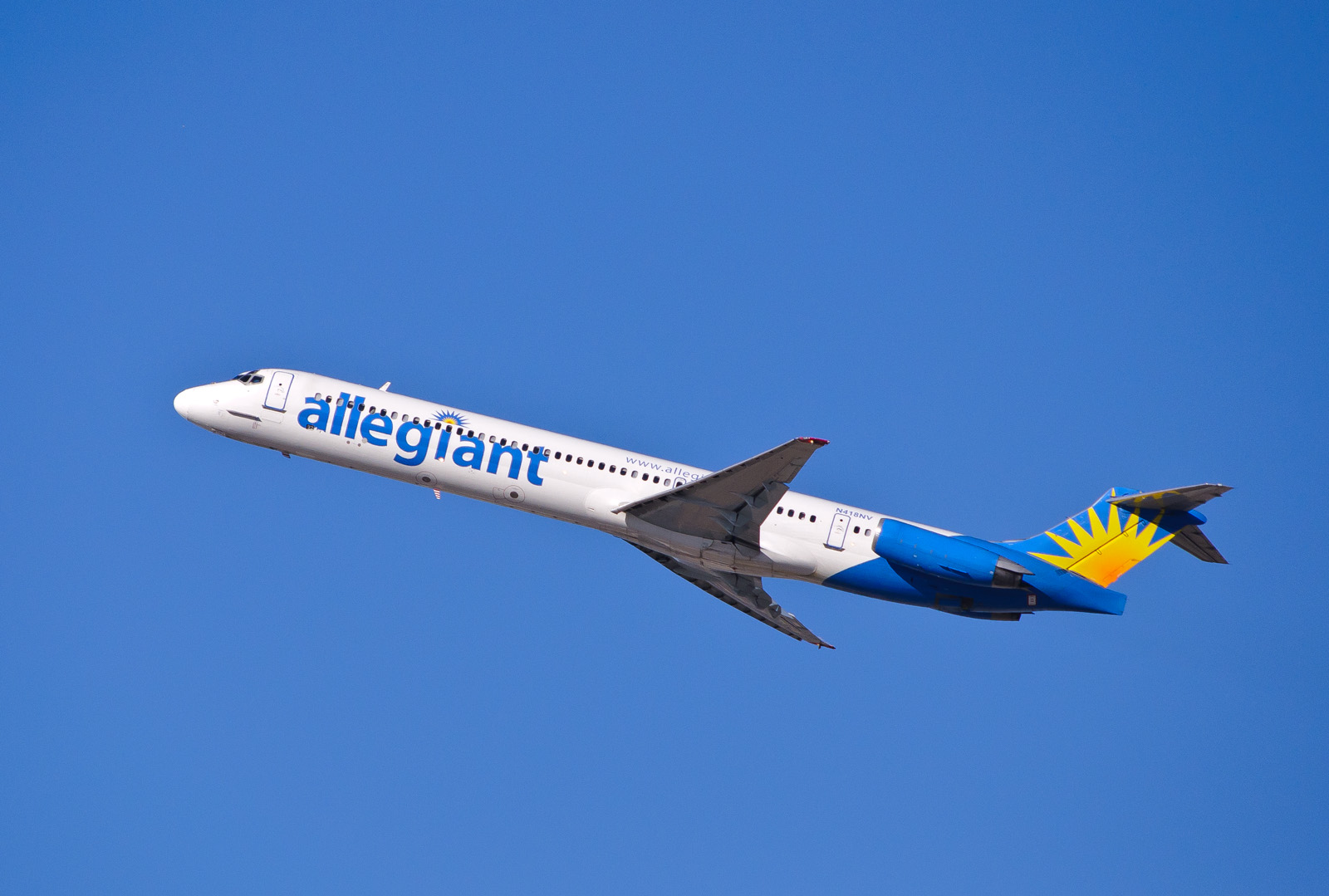
Allegiant Air zbor cu plecare din Springfield

Zona este deservită de Springfield-Branson National Airport, care are zboruri directe pe Delta, United, American și Allegiant la treisprezece orașe din Statele Unite, inclusiv hub-uri precum Chicago, Dallas, Atlanta, Charlotte și Houston, printre altele. Cu peste un milion de pasageri pe an înainte de pandemia COVID-19, este unul dintre aeroporturile de dimensiunea sa cu cea mai rapidă creștere din țară. Un nou terminal a fost deschis la aeroport în 2007, cu 10 porți, extensibil la 60, iar pistele pot găzdui Boeing 747 și avioane militare mari.

### Transport public
Transportul public din zona metropolitană este concentrat în principal în Springfield. City Utilities of Springfield operează Springfield Transit Services, exploatând multe autobuze pe mai multe rute diferite în tot orașul, iar serviciul de autobuz este disponibil 365 de zile pe an, cu rute mai puțin frecvente în weekend, vacanță și seară.

### Căile verzi
Zona are un număr tot mai mare de trasee Greenway, 70 mile (112 km) străbat parcuri și zone verzi, în timp ce 81 mile (130 km) sunt situate pe străzile orașului. Astfel de rute includ The Link, care circulă pe drumuri locale prin orașul Springfield, și Trail of Tears Link, în timp ce Frisco Link conectează Springfield cu Bolivar la nord.